# 大倉山 (横浜市)
大倉山（おおくらやま）は、 神奈川県横浜市港北区の町名。現行行政地名は大倉山一丁目から大倉山七丁目。2007年（平成19年）から2009年（平成21年）に渡る住居表示の実施により、それまでの太尾町（ふとおちょう）から大倉山に町名変更された。
一丁目には東急東横線大倉山駅が所在する。駅から北西側に登る大倉山公園にはプレヘレニック（前ギリシャ）様式として設計された 大倉山記念館 が建ち、この地域のシンボルとなっている。

## 概要
2007年（平成19年）11月まで東急東横線大倉山駅の所在地であった太尾町が、同月19日の住居表示実施により大倉山一丁目に変更され、以後2009年（平成21年）10月実施の六丁目・七丁目をもってすべて「大倉山」に変更された。それ以前も大倉山駅を中心とする地域では大倉山が通称となっており、主として駅北側と東側にあたる旧太尾町以外の地域 ― 大曽根・大曽根台・師岡町・大豆戸町等においても、施設名やマンション名の多くには「大倉山」が冠されている。また、港北区役所は大倉山駅東側の綱島街道に面しており同駅を最寄りとするが、住所は大豆戸町である。
一丁目は駅から東に向け綱島街道をまたぐ。二丁目から七丁目は大倉山駅西側に広がり、六丁目・七丁目は約2 kmに渡って鶴見川の東岸に面している。大倉山公園から太尾見晴らしの丘公園に至る丘陵の稜線は二丁目・六丁目と大曽根台の境となる。二丁目の大倉山公園は梅の名所として知られ、梅林には約30種200本が植樹されている。開花期には観梅会が催され、多くの花見客が訪れる。一丁目の大倉山駅は大倉山の中でも東寄りに位置しており、六丁目・七丁目の一部は横浜市営地下鉄新羽駅に、六丁目の一部は東横線綱島駅にむしろ近くなっている。
地勢は大倉山駅前の商店街通り（市道大倉山第201号線/太尾道・綱島街道から新羽橋に至る）の北東側が上記大倉山公園から連なる丘陵となっており、通りの南西側には平坦な区域が広がっている。かつてこの区域では鶴見川がしばしば氾濫を起こし、東横線を止める事もあったが、1981年（昭和56年）の「鶴見川流域整備計画」策定に始まる総合治水対策により、冠水することは無くなっている。
田園の広がる場所だったこともあり、その後の宅地開発では比較的余裕を持って区画されている。駅からやや離れた場所の多くでは戦後から高度成長期にかけ、まず工場や倉庫に変わり、現在それらの跡地には比較的規模の大きなマンションが建設されている。大倉山では駅に近い低層の住宅街とやや離れた高層マンション群という住区の構成が見られる。

### 面積
面積は以下の通りである。
| 丁目         | 面積（km²） |
| ------------ | ----------- |
| 大倉山一丁目 | 0.186       |
| 大倉山二丁目 | 0.310       |
| 大倉山三丁目 | 0.245       |
| 大倉山四丁目 | 0.175       |
| 大倉山五丁目 | 0.200       |
| 大倉山六丁目 | 0.337       |
| 大倉山七丁目 | 0.370       |
| 計           | 1.823       |

### 地価
住宅地の地価は、2025年（令和7年）1月1日の公示地価によれば大倉山三丁目37-5の地点で52万6000円/m²、大倉山七丁目4-14の地点で31万2000円/m²となっている。

## 沿革

### 町名変更の過程
地名は実業家であり、東洋大学学長も務めた大倉邦彦が1932年（昭和7年）、現在の大倉山公園に創設した大倉精神文化研究所（その後建物を横浜市に移管し大倉山記念館として運営）に由来する。研究所創設以前、この地の丘は、観音山と呼ばれていたが、研究所創設に伴って通称大倉山と呼ばれるようになった。1926年（大正15年）2月に東京横浜電鉄（現東急電鉄）の神奈川線（丸子多摩川 - 神奈川）が開通、開業当初の駅名は「太尾」となったが、1932年（昭和7年）3月の渋谷 - 桜木町間の東横線全線開通時には研究所創設、梅園の観光開発に合わせ、「大倉山」へと改称された。邦彦自身は佐賀県の士族・江原家の出身であり、東京日本橋の紙問屋であった大倉洋紙店（現新生紙パルプ商事）に入社後、創業家に婿入りした人物である。いわば昭和に入ってから東京日本橋を発した氏名が由来となった町名であり、14世紀の記録にも残る「太尾」の名が名実ともに消滅する町名変更には賛否両論が交わされた。横浜市は住民参加による異例の公聴会を開き、市議会はその意見を集約・審議を経た後、町名変更を可決した。公聴会以前に行われた住民アンケートの結果、約65 %が賛成であったが反対も30 %を越えていた。

### 旧町名（太尾町）
縄文時代には海岸線がこの辺りまで来ており、大倉山が岬のように海へ突き出していた。その形が動物の太い尾のように見えたことから太尾と名付けられたといわれている。太尾の地名は、1352年の「鶴岡脇堂供僧次第」に見ることができる。その後、橘樹郡太尾村となり、村内を三分して東から上太尾（現在の駅前付近）、中太尾、下太尾（鶴見川沿い）と呼ばれた。1889年（明治22年）の市制・町村制施行により橘樹郡大綱村太尾、1927年（昭和2年）には横浜市に編入されて神奈川区太尾町となり、1939年（昭和14年）に港北区太尾町となった。1947年（昭和22年）3月12日、耕地整理に伴い新吉田町との境界を変更する。1960年（昭和35年）3月18日、耕地整理に伴い大曾根町との境界を変更する。1965年（昭和40年）4月14日、新吉田町の一部を編入する。1976年（昭和51年）5月1日、太尾町の一部を大曾根町に編入する。1978年（昭和53年）5月29日、新羽町の一部を編入する。1980年（昭和55年）7月28日、菊名町の住居表示の実施に伴い、菊名町の一部を編入し、太尾町の一部を菊名六丁目に編入する。1982年（昭和57年）7月19日、大曾根町の住居表示の実施に伴い、大曾根町の一部を編入し、太尾町の一部を大曽根台に編入する。1983年（昭和58年）11月28日、新羽町の一部を編入し、一部を新吉田町に編入する。2005年（平成17年）1月31日、北新横浜一丁目、北新横浜二丁目の新設・住居表示の実施に伴い、新羽町の一部を編入する。2009年（平成21年）10月19日の大倉山六丁目、大倉山七丁目の新設・住居表示の実施の際に太尾町の残部を新吉田東七丁目、新羽町に編入して太尾町は廃止となった。
大倉山への町名変更の後も、太尾小学校、太尾堤緑道、横浜太尾郵便局他にその名を残している。

### 町名の変遷
| 実施後       | 実施年月日                 | 実施前（各町名ともその一部）       |
| ------------ | -------------------------- | ---------------------------------- |
| 大倉山一丁目 | 2007年（平成19年）11月19日 | 太尾町（一部）                     |
| 大倉山二丁目 | 2007年（平成19年）11月19日 | 太尾町（一部）                     |
| 大倉山三丁目 | 2007年（平成19年）11月19日 | 太尾町（一部）                     |
| 大倉山四丁目 | 2008年（平成20年）10月20日 | 太尾町（一部）                     |
| 大倉山五丁目 | 2008年（平成20年）10月20日 | 太尾町（一部）                     |
| 大倉山六丁目 | 2009年（平成21年）10月19日 | 太尾町（一部）                     |
| 大倉山七丁目 | 2009年（平成21年）10月19日 | 太尾町、新羽町、大豆戸町（各一部） |

## 世帯数と人口
2025年（令和7年）6月30日現在（横浜市発表）の世帯数と人口は以下の通りである。
| 丁目         | 世帯数     | 人口     |
| ------------ | ---------- | -------- |
| 大倉山一丁目 | 1,833世帯  | 3,516人  |
| 大倉山二丁目 | 1,014世帯  | 1,886人  |
| 大倉山三丁目 | 2,143世帯  | 4,103人  |
| 大倉山四丁目 | 2,160世帯  | 4,421人  |
| 大倉山五丁目 | 2,540世帯  | 5,451人  |
| 大倉山六丁目 | 1,461世帯  | 2,911人  |
| 大倉山七丁目 | 1,430世帯  | 3,139人  |
| 計           | 12,581世帯 | 25,427人 |

### 人口の変遷
国勢調査による人口の推移。
| 年                 | 人口   |
| ------------------ | ------ |
| 2010年（平成22年） | 23,541 |
| 2015年（平成27年） | 25,165 |
| 2020年（令和2年）  | 25,534 |

### 世帯数の変遷
国勢調査による世帯数の推移。
| 年                 | 世帯数 |
| ------------------ | ------ |
| 2010年（平成22年） | 10,946 |
| 2015年（平成27年） | 11,687 |
| 2020年（令和2年）  | 12,093 |

## 学区
市立小・中学校に通う場合、学区は以下の通りとなる（2024年11月時点）。
| 丁目         | 番地                                           | 小学校               | 中学校             |
| ------------ | ---------------------------------------------- | -------------------- | ------------------ |
| 大倉山一丁目 | 全域                                           | 横浜市立大綱小学校   | 横浜市立大綱中学校 |
| 大倉山二丁目 | 1番〜7番38号 7番51号                           | 横浜市立大綱小学校   | 横浜市立大綱中学校 |
| 大倉山二丁目 | 7番47・48号 8〜37番                            | 横浜市立太尾小学校   | 横浜市立大綱中学校 |
| 大倉山三丁目 | 57番1〜17号 57番21〜30号 57番32〜36号 58〜63番 | 横浜市立太尾小学校   | 横浜市立大綱中学校 |
| 大倉山三丁目 | 1〜56番 57番18〜20号 57番31号                  | 横浜市立大綱小学校   | 横浜市立大綱中学校 |
| 大倉山四丁目 | 全域                                           | 横浜市立大綱小学校   | 横浜市立大綱中学校 |
| 大倉山五丁目 | 全域                                           | 横浜市立太尾小学校   | 横浜市立大綱中学校 |
| 大倉山六丁目 | 全域                                           | 横浜市立太尾小学校   | 横浜市立大綱中学校 |
| 大倉山七丁目 | 1番〜40番2号                                   | 横浜市立太尾小学校   | 横浜市立大綱中学校 |
| 大倉山七丁目 | 40番3号                                        | 横浜市立大豆戸小学校 | 横浜市立大綱中学校 |

## 事業所
2021年（令和3年）現在の経済センサス調査による事業所数と従業員数は以下の通りである。
| 丁目         | 事業所数  | 従業員数 |
| ------------ | --------- | -------- |
| 大倉山一丁目 | 180事業所 | 1,343人  |
| 大倉山二丁目 | 108事業所 | 495人    |
| 大倉山三丁目 | 197事業所 | 1,529人  |
| 大倉山四丁目 | 53事業所  | 493人    |
| 大倉山五丁目 | 79事業所  | 664人    |
| 大倉山六丁目 | 62事業所  | 337人    |
| 大倉山七丁目 | 38事業所  | 369人    |
| 計           | 717事業所 | 5,230人  |

### 事業者数の変遷
経済センサスによる事業所数の推移。
| 年                 | 事業者数 |
| ------------------ | -------- |
| 2016年（平成28年） | 701      |
| 2021年（令和3年）  | 717      |

### 従業員数の変遷
経済センサスによる従業員数の推移。
| 年                 | 従業員数 |
| ------------------ | -------- |
| 2016年（平成28年） | 4,624    |
| 2021年（令和3年）  | 5,230    |

## 大倉山商店街
大倉山駅前の商店街通りは東の綱島街道に向けて「レモンロード」、西の新羽方面に向け「エルム通」、「オリーブ通」、「つつみ通」と続く。「エルム通」は1988年（昭和63年）の港北区役所移転を機に整備され、大倉山記念館の前ギリシャ様式のイメージをコンセプトに、白い壁と装飾柱のデザインで商店の建物が統一されている。電柱、電線が地中化された歩道には花のプランターが置かれ、白い外壁に街路樹の緑が映える、明るい街並みを見せている。美容室が多いことでも知られており、駅徒歩圏に20軒以上が店を構えている。

## 施設

### 公共施設
- 大倉山記念館
- 大倉山振興会館
- 太尾下町会館
- 港北水再生センター
- 太尾会館

### 公園・緑地
- 大倉山公園
- 棒田谷緑地
- 牢尻緑地
- 太尾見晴らしの丘公園
- 太尾堤緑道
- 太尾公園
- 太尾南公園

### 学校・幼稚園等
- 神奈川県立港北高等学校
- 横浜市立大綱中学校
- 横浜市立大綱小学校
- 横浜市立太尾小学校
- 大倉山アソカ幼稚園
- 森の樹保育園
- 聖保育園
- 保育室わおわお大倉山園
- 横浜市太尾保育園
- アスク大倉山保育園
- 港北区地域子育て支援拠点どろっぷ

### 寺社
- 龍松院
- 歓成院
- 太尾神社 … 大倉山総鎮守とされる

### 主な商業施設
- 東急ストアフードステーション大倉山店
- マルエツ大倉山店
- ヨークマート大倉山店
- ライフ大倉山店

### スポーツ施設
- スポーツスパアスリエ大倉山店
- 大倉山（天然）スケート場（1936年～1947年） … 1928年より大曽根台にあった天然スケート場に替わって開場[29]

※大倉山外に立地する施設にも「大倉山」の名が付くものが多い。大倉山駅より徒歩6分の「大倉山保育園」の住所は港北区大曽根、徒歩8分の「大倉山記念病院」の住所は港北区樽町一丁目である。また徒歩6分の「港北区役所」はマンション「東急ドエルアルス大倉山東」に隣接し、環状2号線を挟んだマンション群の多くに大倉山の名が付くが、住所は港北区大豆戸町（飛び地）である。

## その他

### 日本郵便
- 郵便番号 : 222-0037[3]（集配局：港北郵便局[30]）

### 警察
町内の警察の管轄区域は以下の通りである。
| 丁目         | 番・番地等 | 警察署     | 交番・駐在所 |
| ------------ | ---------- | ---------- | ------------ |
| 大倉山一丁目 | 全域       | 港北警察署 | 大倉山交番   |
| 大倉山二丁目 | 全域       | 港北警察署 | 大倉山交番   |
| 大倉山三丁目 | 全域       | 港北警察署 | 大倉山交番   |
| 大倉山四丁目 | 全域       | 港北警察署 | 大倉山交番   |
| 大倉山五丁目 | 全域       | 港北警察署 | 大倉山交番   |
| 大倉山六丁目 | 全域       | 港北警察署 | 大倉山交番   |
| 大倉山七丁目 | 全域       | 港北警察署 | 大倉山交番   |